# Gymnelia doncasteri
Gymnelia doncasteri là một loài bướm đêm thuộc phân họ Arctiinae, họ Erebidae.